# Salitis
Salitis war ein Hyksoskönig (Pharao) der altägyptischen 15. Dynastie, welcher von um 1648 v. Chr. bis um 1633 v. Chr. (Franke: 1630–1615 v. Chr.) regierte.

## Belege
Dieser König erscheint bei Manetho unter seinem griechischen Namen. Manetho (Africanus) sieht ihn als Begründer der ersten Hyksos-Dynastie (15. Dynastie), der eine „erneute Einwanderung der Hirtenkönige folgte“ (17. manethonische Dynastie). Die Angaben der Regierungszeiten variieren. Während Manetho (Josephus) 13 Jahre nennt, berichten die anderen Fassungen von 19 Jahren.
Die teilweise verwendete Benennung als „Saites“ soll gemäß manethonischer Überlieferung darauf beruhen, dass Salitis in der Form „Saites“ als Namensgeber des nach ihm benannten „Saitengaues“ fungiert habe, der gegenüber dem „tanitischen Gau“ lag. In allen manethonischen Fassungen wurde dieser tanitische Gau als „Sethroiten-Gau“ betitelt, in welchem die „Hirten eine Stadt fanden, die als Ausgangsstützpunkt für die Eroberung von Ägypten diente“. Salitis soll der erste „König dieser Hirten“ gewesen sein:

„Er lebte auch in Memphis und ließ sowohl die oberen und unteren Regionen Tribut zollen, errichtete Garnisonen an ihren Orten, um vor allem den Osten gegen die Assyrer zu sichern, die damals die größte Macht waren. Sie bauten dafür eine Stadt, die angemessen für diesen Zweck war und die am Bubastis-Kanal lag. Aus mythologischen Gründen wurde die Stadt Auaris genannt. Er umzog sie mit sehr stark befestigten Wällen. Auaris verfügte über zahlreiche Besatzungseinheiten von insgesamt 240.000 bewaffneten Männern. Dieser Mann regierte 13 Jahre.“

## Identifizierung
Eine Identifizierung mit einem hieroglyphisch belegten König ist noch nicht erfolgt. Möglicherweise ist Salitis einer der Könige mit dem Titel Heka Chasut (Herrscher der Fremdländer), die unter der 16. Dynastie zusammengefasst sind. Bevorzugt von den Ägyptologen wird Scharek (Schalik), eindeutige Beweise dafür gibt es nicht.